# Aconitum chloranthum
Aconitum chloranthum là một loài thực vật có hoa trong họ Mao lương. Loài này được Hand.-Mazz. mô tả khoa học đầu tiên năm 1923 publ. 1924.